# Felix De Clercq
Felix De Clercq (Antwerpen, 1997) is een Belgisch figuratieve kunstschilder en ruimtelijk kunstenaar.

## Biografie
Na zijn middelbare studies aan het Xaveriuscollege van Borgerhout startte De Clercq in 2015 een artistieke opleiding aan de Koninklijke academie voor Schone Kunsten van Antwerpen, waar hij in 2020 zijn master behaalde.
Tijdens zijn masterstudie werd hij opgemerkt door Sofie Van de Velde. Hij startte in 2020 in haar galerie met een tentoonstelling met kleine anekdotische autobiografische schilderijen op de Wunderwall, gevolgd door een solotentoonstelling in de galerie. In 2023 kreeg hij er een tweede solotentoonstelling. Ook met de Gallery Greengrassi in Londen heeft hij een samenwerkingsovereenkomst met drie solotentoonstellingen in Londen als resultaat.
Zijn werken zijn gegeerd door verzamelaars. Er is een wachtlijst voor zijn werk.
De Clercq haalt zijn inspiratie uit autobiografisch herinneringen, de geschiedenis,  paleontologie, biologie, de folklore en beelden van populaire media zoals Netflix.
Vooral de anekdote en de alternatieve geschiedschrijving zijn typerend voor zijn werk. Zijn werk bestaat uit alledaagse realistische voorstellingen waarmee hij de gebeurtenissen vertelt zoals hij die zelf in zijn verbeelding ziet. Hierdoor krijgen zijn werken een universeel en hedendaags karakter, soms jongensachtig romantisch of avontuurlijk. Hij maakte onder andere reeksen over de ontdekking van 23 prehistorische iguanodons in een steenkoolmijn in Henegouwen in de 19de eeuw, de vervuiling van het meer van Annecy in de jaren '50, maar evengoed actuele thema's zoals de verhandeling van mammoet ivoor in Siberië als neveneffect van de klimaatopwarming.
Hij houdt van experimenteren. Naast figuratieve schilderkunst vooral met olieverf, sporadisch ook aquarel,  en tekeningen maakt hij op tentoonstellingen gebruik van onder andere readymades, mozaïeken en textiel om de sfeer van zijn verhalen weer te geven. In zijn tentoonstellingen lopen tijdperken, feit en fictie, verhalen en afbeeldingen uit de media door elkaar.
Het gebruik van het licht opvallend is opvallend voor zijn techniek. Hiermee schept hij een sfeer van ingetogenheid en brengt hij de centrale figuur op de voorgrond. Hij gebruikt sombere kleuren die de indruk wekken van schemerlicht. Kenmerkend zijn de eenzame in zich zelf gekeerde figuren en verstilde interieurs. Zijn werken zitten in de traditie van de Vlaamse schilderkunst met kunstenaars als De Braekeleer, Permeke en Delvaux.
Hij is geïnspireerd door de romantische schilderkunst, de Georgische schilder Niko Pirosmani en de boeken van Gerard Reve.
Voor De Clercq moet kunst rond het kunstwerk draaien en niet rond het ego van de kunstenaar. Daarom signeert hij zijn werken meestal niet.
In 2023 nam hij deel aan een residentie in Centrum voor Hedendaagse Kunst Wiels in Brussel.
Felix De Clercq werd in 2025 geselecteerd als een van de hedendaagse toonaangevende kunstenaars in de overzichtstentoonstelling Painting after Painting in het SMAK in Gent.

## Tentoonstellingen

### Solotentoonstellingen[15]
- 2024: Greengrassi, Londen
- 2023: ‘Apple’, Gallery Sofie Van de Velde, Antwerpen
- 2022: 'The Inn's Attic or The apprentice', Greengrassi Gallery, Londen
- 2021: 'Blackbird on a shoulder', Gallery Sofie Van de Velde, Antwerpen
- Jusqu'au Rhin', Greengrassi Gallery, Londen
- 2020: 'Jongensgeheimen', Gallery Sofie Van de Velde, Antwerpen
- 2020: The Wunderwall, Gallery Sofie Van De Velde, PLUS-ONE Gallery, Antwerpen

### Groepstentoonstellingen (selectie)[15]
2024
- 'Don't think twice, it's all right', Gallery Sofie Van de Velde, Antwerpen

2023
- Miart, Milaan
- Art Brussels
- 'the last thing you see is the first', greengrassi, Londen

2022
- 'Perspectives minimales en Belgique', Namen

2021
- 'Equal Affections', GRIMM Gallery, Amsterdam

2020
- 'L'heure bleue', Gallery Sofie Van De Velde & PLUS-ONE Gallery, Antwerpen
- Art Rotterdam

2019
- 'To Be Antwerp', Geukens & de Vil, Antwerpen
- Kop vzw, Antwerpen, BE
- 'No Sweat', Showhouse Jay Jay, Antwerpen
- 'Thank you, come again', KASKA, Antwerpen
- 'DRDRSTTRPTKN IEIEEIIEE!', Café Den Triptiek,  Haecken en Ooghen en Salon Si & La, Antwerpen

2018
- 'Not In My Good Christian Suburbs', KASK, Gent